# Fernando Ruocco (Leichtathlet)
Fernando Ruocco (* 12. Mai 1958) ist ein ehemaliger uruguayischer Leichtathlet.

## Karriere
Ruocco war im Stabhochsprung aktiv. Bei den Südamerikameisterschaften 1975 gewann er die Bronzemedaille. Im darauffolgenden Jahr holte er bei den Juniorensüdamerikameisterschaften 1976 mit überwundenen 4,20 Meter den Titel. 1979 siegte er auch Südamerikameisterschaften in Bucaramanga. Zwei Jahre später wurde er Zweiter der Südamerikameisterschaften 1981. Er nahm mit dem Team Uruguays an den Südamerikaspielen 1982 in Argentinien teil. Dort gewann er Silber mit einer übersprungenen Höhe von 4,80 Metern. Er gehörte dem uruguayischen Aufgebot bei den Panamerikanischen Spielen 1983 in Caracas an. In der venezolanischen Hauptstadt belegte er mit übersprungenen 4,85 Metern den 6. Platz der Stabhochsprung-Konkurrenz.
Ruocco ist heute (Stand: 15. Juni 2015) noch Inhaber des mit einer Sprunghöhe von 5,00 Metern am 20. Juni 1980 aufgestellten uruguayischen Landesrekords.

## Erfolge
- 3. Platz Südamerikameisterschaft 1975 – Stabhochsprung
- 1. Platz Juniorensüdamerikameisterschaft 1976 – Stabhochsprung
- 1. Platz Südamerikameisterschaft 1979 – Stabhochsprung
- 2. Platz Südamerikameisterschaft 1981 – Stabhochsprung
- 2. Platz Südamerikaspiele 1982 – Stabhochsprung

## Persönliche Bestleistungen
- Stabhochsprung: 5,00 Meter, 20. Juni 1980, Troisdorf[1]